# Chess (comédie musicale)
Pour les articles homonymes, voir Chess.
Chess est une comédie musicale dont les paroles sont de Tim Rice et la musique de Björn Ulvaeus et Benny Andersson, anciens membres d'ABBA. L'histoire est celle d'un triangle amoureux entre deux participants à un championnat du monde d'échecs, et l'assistante de l'un qui tombe amoureuse de l'autre. Bien que les protagonistes ne soient pas censés représenter des personnes spécifiques, leurs personnages sont plus ou moins basés sur Viktor Kortchnoï et Bobby Fischer, et l'anecdote du championnat de Merano est basée sur ce qui s'est passé lors du championnat du monde de 1978 à Baguio entre Viktor Kortchnoï et Anatoli Karpov.

## L'histoire deChess
De la même manière que pour Jesus Christ Superstar et Evita, un album concept fut enregistré en 1984 avant de commencer la production sur scène. Un single de l'album, One Night in Bangkok, chanté par Murray Head pour les couplets et Anders Glenmark (en) pour les refrains devint un hit mondial et atteignit la 3e place au Billboard Hot 100 (classement publié par l'hebdomadaire américain Billboard magazine), tandis que le duo I Know Him So Well (en) d'Elaine Paige et Barbara Dickson garda 4 semaines la première place des ventes de singles au Royaume-Uni en février 1985 et gagna un Ivor Novello en tant que « meilleure vente de single ». Le double album fut encensé par la critique - « une musique brillante qui couvre presque toutes les bases de la pop » (Rolling Stone), « une synthèse symphonique de rock mûrement sophistiquée et pleine de sons agréables » (Time) - et rencontra un grand succès commercial dans le monde entier. Il resta pendant 7 semaines no 1 des ventes d'albums en Suède, devint un hit du Top 10 britannique et prit la 47e place du Billboard 200 américain. Il remporta également plusieurs prix prestigieux, dont le prix Golden Europa allemand, le prix Edison hollandais et le Rockbjörnen suédois.
En automne 1984, la version scénique de l'album concept par les artistes de l'album fit sa première à Stockholm, Hambourg, Amsterdam, Paris et Londres.
La première version théâtrale de Chess démarra à West End à Londres en 1986 et resta trois ans à l'affiche. Une autre version démarra à Broadway en 1988, mais reçut de mauvaises critiques et n'attira pas le public, ce qui fit cesser les représentations au bout de huit semaines. Peut-être les changements politiques du bloc de l'Est perturbèrent-ils la pertinence de l'histoire et contribuèrent à son insuccès à Broadway (ou peut-être que cela venait des modifications de la version de West End destinées à rendre les Américains moins arrogants, et qui enlevèrent de l'intérêt à l'histoire). Une tournée en 1989 accueillit un écrivain pour mettre à jour l'histoire en fonction des événements récents ; les critiques furent mitigées. Chess est produite de temps en temps par des compagnies régionales, parfois en mélangeant les versions de Londres et de Broadway. Chess-Baltimore, une nouvelle version dont la représentation a commencé le 19 mars 2004, est basée sur la version de Broadway.
Une nouvelle version en suédois a fait sa première à Stockholm en février 2002 et a continué d'être jouée jusqu'en juin 2003.
Chess a pris la 7e place dans un sondage de la BBC Radio 2 sur les « Nation's Number One Essential Musicals » (les comédies musicales de référence au Royaume-Uni).

## L'album studio

### Principaux interprètes
- Florence - Elaine Paige
- L'Américain - Murray Head
- Le Russe - Tommy Körberg
- Molokov - Denis Quilley
- Svetlana - Barbara Dickson
- L'arbitre - Björn Skifs

### Chansons
- Merano
- The Russian and Molokov / Where I Want to Be
- Opening Ceremony
- Quartet (A Model of Decorum and Tranquility)
- The American and Florence / Nobody's Side
- Chess
- Mountain Duet
- Florence Quits
- Embassy Lament
- Anthem
- Bangkok / One Night in Bangkok
- Heaven Help My Heart
- Argument
- I Know Him So Well
- The Deal (No Deal)
- Pity the Child
- Endgame
- Epilogue: You and I / The Story of Chess

### Argument

#### Acte I
Le championnat du monde d'échecs a lieu dans la ville de Merano dans le nord de l'Italie. L'arrogant champion américain accueille avec plaisir l'affection des spectateurs, tandis que son adversaire russe et Molokov, son second (en réalité un agent du KGB), le regarde à la télévision avec curiosité et dédain. Lors de la cérémonie d'ouverture, un arbitre insiste sur l'importance des débats, les diplomates américains et soviétiques souhaitent à leurs champions respectifs de gagner, et des commerciaux cherchent à tirer profit de la rencontre. Lors d'un différend sur les règles, l'Américain sort en claquant la porte, laissant son assistante Florence face à l'arbitre et aux Russes. Elle le réprimande par la suite, mais il lui réplique qu'en tant qu'émigrée de Hongrie pendant la Révolution de 1956, elle devrait le soutenir. Au lieu de cela, elle répond que « personne n'est avec personne » (« nobody's on nobody's side »). La première partie d'échecs tourne mal et de mauvais coups finissent presque en bagarre. Une rencontre est organisée pour apaiser les tensions, mais elle tourne encore plus mal, et Florence et le Russe se retrouvent ensemble, et se mettent à éprouver des sentiments l'un pour l'autre. Alors que les parties continuent, l'Américain perd des points et fait de nouveaux reproches à Florence, qui le quitte. Le Russe gagne le championnat et passe à l'ouest. En répondant aux questions des journalistes sur ses engagements, il déclare dans son Anthem que « les seules frontières de mon pays sont autour de mon cœur » (« my land's only borders/ lie around my heart »).

#### Acte II
Un an plus tard, le Russe doit défendre son titre de champion à Bangkok en Thaïlande. L'Américain est déjà sur place et parle de la vie nocturne. Florence et le Russe, maintenant amants, s'inquiètent de la situation. Molokov, pendant ce temps, a entraîné un nouveau « poulain » pour défier le Russe. L'Américain interviewe le Russe à la télévision et tente ostensiblement de le déstabiliser, notamment en déclarant que Svetlana, la femme du Russe, a eu la permission de quitter l'Union soviétique pour assister au match. Elle et Florence s'interrogent sur leurs relations respectives avec lui. L'Américain apporte au Russe des informations sur le père disparu de Florence, prétendant qu'il n'était pas le héros qu'elle croit, mais un collaborateur. Le Russe, et plus tard Florence, le renvoient sans écouter ce qu'il a à dire. Il réfléchit alors sur sa vie et son obsession de jouer aux échecs pour échapper à une enfance malheureuse. Dans la partie décisive du championnat, le Russe remporte une victoire exceptionnelle, et réalise que c'est peut-être le seul succès qui lui soit accessible - Svetlana lui reproche de se complaire dans les éloges creux du public. Ils reconnaissent tous les deux qu'ils sont condamnés à n'aimer qu'eux-mêmes. Plus tard, lui et Florence reviennent sur leur histoire qui semblait si prometteuse, et comment ils « continuent de faire comme si les histoires comme la leur se terminaient bien » (« go on pretending/ stories like ours/ have happy endings »).

## La version Broadway

### Principaux interprètes
- Freddie - Philip Casnoff
- Florence - Judy Kuhn (en)
- Anatoly - David Carroll (en)
- Molokov - Harry Goz (en)
- Walter - Dennis Parlato (en)
- L'arbitre - Paul Harman
- Svetlana - Marcia Mitzman (en)

### Chansons
- Prologue
- The Story of Chess
- Where I Want to Be
- How Many Women
- Chess Hymn
- Quartet (A Model of Decorum and Tranquility)
- You Want to Lose Your Only Friend ?
- Someone Else's Story
- One Night in Bangkok
- Terrace Duet
- Nobody's Side
- Anthem
- Hungarian Folk Song
- Heaven Help My Heart
- No Contest
- You and I
- I Know Him So Well
- Pity the Child
- Lullaby (Apukad eros kezen)
- Endgame
- You and I (reprise)

### Argument
La version américaine a une mise en scène différente et un acte 2 complètement différent. En particulier, l'histoire se déroule pendant un seul tournoi d'échecs et non plus deux. L'acte 1 présente la première partie du tournoi à Bangkok, tandis que l'acte 2 constitue la conclusion et se déroule à Budapest. Le Russe porte le nom d'Anatoly Sergievsky, l'Américain celui de Freddie Trumper. En plus de Florence, Freddie a un agent commercial nommé Walter, qui cherche à faire participer Freddie à des actions commerciales, mais Freddie ne cherche pas à gagner de l'argent … seulement à gagner le championnat.

#### Acte I
Le championnat du monde d'échecs a lieu à Bangkok. Lors d'une conférence de presse, l'arrogant challenger américain, Freddie Trumper, accueille avec plaisir l'affection de la foule, tandis que le champion en titre russe, Anatoly Sergievsky, et Molokov, son second, le regardent avec curiosité et dédain. Pendant le match, Freddie accuse Anatoly de recevoir de l'aide de l'extérieur en utilisant le parfum du yaourt qu'il mange, et sort en claquant la porte, laissant son assistante Florence face à l'arbitre et aux Russes. Elle le lui reproche par la suite, mais il lui répond qu'en tant qu'émigrée de Hongrie pendant les émeutes de 1956, elle devrait le soutenir. Une rencontre est organisée pour calmer les tensions, mais tourne encore plus mal et Florence et le Russe se retrouvent ensemble, et se mettent à éprouver des sentiments l'un pour l'autre. Freddie devait être sur place, mais distrait par la vie nocturne, il arrive tard et découvre Anatoly et Florence main dans la main. Quand il l'accuse alors de conspirer contre lui, elle réplique que « personne n'est avec personne » (« nobody's on nobody's side ») et décide de le laisser tomber. Au fil des parties suivantes, l'Américain est en perte de vitesse et finit l'acte 1 avec 1 victoire et 5 défaites ; une défaite de plus lui fera perdre le championnat. Anatoly surprend tout le monde en passant à l'Ouest à la fin de l'acte 1. Interrogé par des journalistes sur ses engagements, il répond dans son Anthem que « les seules frontières de mon pays sont autour de mon cœur » (« my land's only borders/lie around my heart »).

#### Acte II
Huit semaines plus tard, tout le monde est à Budapest pour assister à la fin du championnat. Florence est ravie de revenir dans sa ville natale de Budapest, mais aussi déçue de n'en avoir aucun souvenir, pas même de ce qui est arrivé à son père qu'elle a dû quitter en 1956. Molokov lui offre son aide et commence à « enquêter » sur son père. Alors qu'Anatoly et Florence écoutent une chorale hongroise, ils rencontrent trois amis du Russe, ce qui lui fait plaisir mais les agents de la CIA sont plus suspicieux … pourquoi les autorités soviétiques laisseraient-elles des gens quitter l'URSS juste pour rencontrer un ami ? Svetlana, la femme d'Anatoly, a aussi été emmenée à Budapest pour voir son mari. Elle lui souhaite bonne chance, sans lui dire qu'après son passage à l'Ouest, Svetlana a perdu leur logement, son frère a été refusé à l'école de médecine, le frère d'Anatoly a dû déménager pour un appartement plus petit, et à Moscou Anatoly a été faussement accusé de détournement de fonds… mais Anatoly apprend tout cela de Molokov. Celui-ci n'a plus de rôle « officiel » et n'est venu à Budapest que pour l'amour des échecs ; officieusement, il veut ramener Anatoly en URSS et n'hésitera pas à employer la menace. Pour des raisons inconnues, il s'allie à Walter, l'agent de Freddie. Les menaces ébranlent la relation entre Anatoly et Florence, qui partage avec Svetlana ses malheurs causés par Anatoly. Les menaces ont aussi des conséquences sur le jeu d'Anatoly, qui commence à perdre face à Freddie jusqu'à ce que le score soit de 5 partout … la prochaine partie sera décisive. Freddie raconte son enfance à une charmante journaliste, et prédit sa victoire, inconscient des problèmes d'Anatoly. Molokov apprend alors à Florence qu'il a retrouvé son père et qu'elle peut le rencontrer le soir même. Elle ne se souvient pas de lui et ne se reconnaît pas dans la vieille photo qu'il lui montre, mais il la convainc grâce à une berceuse hongroise. Quand le rideau se lève sur la dernière partie, Anatoly est absent et personne ne s'inquiète pour lui… le championnat a été tellement perturbé que plus personne n'est prêt à entendre des excuses. Tous sont prêts à déclarer Freddie vainqueur par forfait, quand Anatoly apparaît alors qu'il n'a pas dormi de la nuit, et commence à jouer. Pendant la partie, il réalise qu'il a blessé toute sa famille par son passage à l'Ouest, et qu'il ne peut pas faire de mal à Florence, son grand amour, en la privant de son père. Il choisit de retourner en URSS, et fait une erreur tactique. Freddie en profite et remporte la partie… et le championnat, devenant ainsi le nouveau champion du monde. Quand Anatoly retourne à Moscou, il est brisé. Florence attend son père pour l'emmener en Amérique quand Walter l'approche, et lui avoue que l'homme qu'il lui a présenté n'est pas son père ; son père est probablement mort. Apparemment, les Russes ont passé un marché avec Walter, en réalité agent de la CIA : s'ils récupèrent Anatoly, ils relâcheront un espion américain.
Leurs premières tentatives avec Svetlana et sa famille ont échoué mais ils ont fini par réussir grâce à Florence. Quand le rideau tombe, Florence a quitté Freddie, a été abandonnée par Anatoly, a perdu le père qu'elle n'a jamais eu, et se dit que ses seules frontières sont autour de son cœur.

## L'albumChess In Concert
Cet album est l'enregistrement d'un concert (pas d'une mise en scène complète) à Göteborg en Suède en 1994. Les chansons sont très proches de l'album studio, avec l'ajout de Someone Else's Story (de la version Broadway) et The Soviet Machine.

### Principaux interprètes
- Florence - Karin Glenmark (en)
- Le Russe - Tommy Körberg
- L'Américain - Anders Glenmark (en)
- Svetlana - Lena Ericsson (sv)
- Molokov - Johan Schinkler (sv)
- L'arbitre - Lars Risberg

### Chansons
- Merano
- The Russian and Molokov / Where I Want To Be
- Opening Ceremony
- Quartet (A Model of Decorum and Tranquility)
- The American and Florence / Nobody's Side
- Chess
- Mountain Duet
- Florence Quits
- Someone Else's Story
- Embassy Lament
- Anthem
- Bangkok / One Night in Bangkok
- The Soviet Machine
- Heaven Help My Heart
- Argument
- I Know Him So Well
- The Deal (No Deal)
- Pity The Child
- Endgame
- Epilogue: You And I / The Story of Chess

## L'album de la tournée danoise
À la fin de l'année 2001, un album en 2 CD de la tournée de Chess au Danemark est sorti. Cette tournée suivait la version anglaise, et la première version de l'album reprenait la version complète de Londres (à part de petites exceptions). Les éditions suivantes ont enlevé plusieurs pistes (notées dans la liste des chansons).

### Principaux interprètes
- Florence Vassy - Emma Kershaw
- Anatoly Sergievsky - Stig Rossen (en)
- Freddie Trumper - Zubin Varla (en)
- Svetlana Sergievskaya - Gunilla Backman (en)
- Alexander Molokov - Simon Clark
- Walter DeCourcey - James Graeme (en)
- L'arbitre - Michael Cormick (en)

### Chansons
- The Story of Chess
- Merano
- Commie Newspapers / Press Conference (coupée)
- Anatoly and Molokov / Where I Want to Be
- US vs. USSR (Diplomats)
- The Arbiter's Song
- Hymn to Chess
- Merchandisers
- Chess #1
- The Arbiter - Reprise
- Quartet - A Model of Decorum and Tranquility
- Florence & Molokov
- 1956 - Budapest is Rising
- Nobody's Side
- Der Kleine Franz (coupée)
- Mountain Duet / Who'd Ever Think It?
- Chess #2
- Florence Quits
- Pity the Child
- Embassy Lament
- Heaven Help My Heart
- Anatoly and the Press (coupée)
- Anthem
- The Golden Bangkok / One Night in Bangkok
- One More Opponent (cut) / You and I
- The Soviet Machine
- The Interview
- Someone Else's Story
- The Deal
- I Know Him So Well
- Talking Chess (coupée)
- Endgame
- You and I - Reprise
- Finale

## La version Stockholm 2002

### Principaux interprètes
- Florence - Helen Sjöholm (en)
- Anatolij - Tommy Körberg
- Freddie - Anders Ekborg (en)
- Svetlana - Josefin Nilsson
- L'arbitre - Rolf Skoglund (en)
- Molokov - Per Myrberg (en)

### Chansons
- Ouvertyr
- Historien om schack (Story of Chess)
- Där jag ville vara (Where I Want to Be)
- Merano
- Anatolij och Molokov (The Russian and Molokov)
- Ungern '56 (Florence and the American)
- Lämna inga dörrar på glänt (Nobody's Side)
- Jag vill se schack (The Arbiter's Song)
- Chess
- Kvartett - En förebild för dygd och högst ambition (A Model of Decorum and Tranquility)
- Lärarens historia
- Inte jag (Someone Else's Story)
- Möte på en bro (Mountain Duet)
- Hon är min enda vän (A Taste of Pity)
- Om Florences far
- I mitt hjärtas land (Anthem)
- Florence lämnar Freddie (Argument)
- Vem ser ett barn (Pity the Child)
- Ni dömer mig (Endgame)
- Om han var här (Heaven Help My Heart)
- Han är en man, han är ett barn
- Vem kunde ana (The Deal)
- Drömmar av glas (You and I)
- Jag vill se schack (The Arbiter's Song)
- Jag vet vad han vill (I Know Him So Well)
- Glöm mig om du kan
- Capablanca
- Drömmar av glas / Historien om schack (You and I / The Story of Chess)

## Le concertActor's Fund of America2003
Un concert présenté le 22 septembre 2003 au New Amsterdam Theater de Broadway.
Mis en scène par Peter Flynn (en), avec une chorégraphie de Christopher Gattelli (en) et le chef d'orchestre Seth Rudetsky (en).

### Principaux interprètes
- Anatoly Sergievsky - Josh Groban
- Florence Vassy - Julia Murney (en)
- Freddie Trumper - Adam Pascal (en)
- Walter DeCourcey - Jonathan Dokuchitz (en)
- L'arbitre - Raúl Esparza
- Svetlana Sergievsky - Sutton Foster
- Alexander Molokov - Norm Lewis

### Chansons
- Prologue
- Merano
- The Russian And Molokov / Where I Want To Be
- Diplomats
- The Arbiter
- Hymn Of Chess
- Merchandisers
- Quartet - A Model of Decorum and Tranquility
- Florence and Molokov
- 1956 Budapest is Rising
- Nobody's Side
- Der Kleiner Franz
- Mountain Duet
- Chess
- Florence Quits
- Embassy Lament
- Anatoly and The Press
- Anthem
- Bangkok / One Night in Bangkok
- Heaven Help My Heart
- You And I
- Someone Else's Story
- Interview
- Pity The Child
- The Deal
- I Know Him So Well
- Endgame
- You And I (Reprise)
- The Story Of Chess
- Finale

## Histoire de la production

### Londres 1986
La première de Chess a eu lieu au théâtre Prince Edward de Londres le 14 mai 1986. La pièce devait être dirigée par Michael Bennett, mais celui-ci renonça pour des raisons médicales : il avait le SIDA. Le spectacle fut repris par le metteur en scène Trevor Nunn, qui conduisit le spectacle jusqu'à la date prévue pour sa représentation, malgré des difficultés techniques considérables. La première de la comédie musicale suscita une critique mitigée, et selon le magazine Variety, « un des plus gros mouvements de foule récemment vus à West End ». La plupart des critiques négatives ont eu des commentaires de « beaucoup trop long » à « court » et le Guardian conclut que « une comédie musicale est au niveau de son scénario, et ici il est confronté à un grossier désordre ». Plusieurs journaux londoniens eurent un avis contraire, dont le Daily Telegraph qui affirmait que le spectacle « force l'admiration », tandis que The Times notait que « c'est un bel ouvrage montrant le dinosaure de la grande comédie musicale en train d'évoluer vers une forme de vie intelligente ». Plusieurs écrivains, notamment Frank Rich et Ken Mandelbaum (en), remarquèrent que le produit final était sublimé par les styles très différents de Bennett qui créait un spectacle flamboyant, élaboré et stylé, et de Nunn qui s'occupait plus du réalisme (par exemple, Nunn a ajouté de nombreuses chaises et tables et autres éléments plus réalistes à la scène high-tech stylisée prévue par Bennett).
À Londres, Chess devient une gigantesque production, dont le coût est estimé à plus de 12 millions de dollars. Le spectacle allonge le scénario de l'album concept en ajoutant de nouvelles tirades. Il est joué par les acteurs principaux Elaine Paige, Tommy Körberg et Murray Head, ainsi que Siobhan McCarthy (en) dans le rôle de Svetlana, John Turner dans le rôle de Molokov, Kevin Colson (en) dans le rôle de Walter, et Tom Jobe dans celui de l'arbitre. Il attire d'autres vedettes du West End, comme Anthony Stewart Head, Grenia Renihan, David Burt et Peter Karrie (en), pendant ses trois années de représentations.
Le spectacle reçoit le prix de la critique, ou London Critics' Circle Theatre Award pour la « meilleure comédie musicale » ainsi que trois nominations pour le prix Laurence Olivier : « meilleure comédie musicale », « performance remarquable d'un acteur » (Tommy Körberg) et « performance remarquable d'une actrice » (Elaine Paige).
Chess se termina à Londres le 8 avril 1989.

### Broadway 1988
Après Londres, l'équipe créative n'était plus satisfaite de l'état du spectacle. Tim Rice proposa une nouvelle version pour Broadway, mais ce fut refusé par Trevor Nunn, qui fit appel à Richard Nelson (en) pour recréer la comédie musicale en scénario. Après une controverse sur la conservation des acteurs principaux de Londres, Trevor Nunn engagea de nouveaux acteurs plus jeunes (après avoir enlevé à Elaine Paige le rôle de Florence, arguant que le personnage devait être américain). L'histoire changea radicalement, avec des scènes et des personnages différents et de nombreux changements scénaristiques, même si l'histoire globale restait la même. Ces changements nécessitèrent de modifier aussi les chansons, et la comparaison entre l'album de Broadway et l'album original met en relief l'ampleur des changements.
La première représentation préliminaire du 11 avril 1988 dura 4 heures ; à la première du 28 avril, elle ne durait plus que 3 heures 15. De nombreux critiques descendirent violemment le spectacle, en particulier Frank Rich du New York Times, qui écrivit que « théâtralement, la soirée a autant de consistance que du sable mouvant ». Cependant, quelques journalistes, en particulier de Time et The New Yorker l'apprécièrent beaucoup. William A. Henry III, deux fois lauréat du prix Pulitzer, écrivit dans Time : « Une structure narrative claire, la mise en scène cinématographique de Nunn, trois superbes performances de protagonistes qui se veulent complexes et inimitables, et une des meilleures musiques rock jamais produites au théâtre. C'est un spectacle en colère, difficile, exigeant et gratifiant, qui repousse les limites du genre. ». Welton Jones, critique du San Diego Union Tribune, apprécia la musique mais avait une vision très différente de la production en général : « Chess a l'une des musiques les plus riches et les plus excitantes jamais entendues à Broadway depuis des années. Presque tous les types de chant, de l'opéra au country en passant par le rap, sont représentés, toujours avec un effet aussi frais. Malheureusement, la musique est encombrée d'un scénario trop riche et d'une mise en scène mal inspirée qui n'atteignent pas leur but et gaspillent trop d'opportunités. »
Alors que le spectacle avait attiré une sorte de culte principalement grâce à la musique de l'album concept, la production de Broadway n'attira jamais un large public, et s'arrêta le 25 juin en dépit de nouvelles coupes et d'un bon bouche-à-oreille. Selon Gerald Schoenfeld, coproducteur du spectacle : « La salle était remplie à environ 80 % de sa capacité, ce qu'on peut considérer comme bon, mais près de la moitié des spectateurs avaient des billets spéciaux à demi-tarif. Si on remplissait la salle à 100 % en demi-tarif, on aurait de grosses pertes et je n'ai encore pas vu les chiffres remonter cette saison. Le spectacle a besoin de faire une recette de 350 000 $ par semaine pour être rentable, mais depuis son ouverture le 28 avril, ça n'est arrivé que quelques semaines … Il faut voir à quoi ressembleront les recettes à l'avenir. ». (USA Today, 21 juin 1988)
Le scénario de Richard Nelson a été la cible de nombreuses critiques de reporters et de fans, bien qu'il ait des supporters. Plusieurs tentatives ont été menées pour corriger ses problèmes les plus évidents. En dépit de tout, ce scénario est toujours utilisé dans de nombreuses productions américaines, car une clause contractuelle empêche l'utilisation aux États-Unis de la version de Londres, qui est pour beaucoup la source de la popularité du spectacle.
En dépit de ses critiques défavorables, le spectacle de Broadway fut nommé plusieurs fois à des prix prestigieux. Il y eut cinq nominations aux Drama Desk Awards : « Acteur remarquable d'une comédie musicale » (David Carroll), « Actrice remarquable d'une comédie musicale » (Judy Kuhn), « Second rôle remarquable d'une comédie musicale » (Harry Goz), « Musique remarquable » (Andersson et Ulvaeus) et « Éclairages remarquables » (Hersey), plus deux nominations au Tony Award pour David Carroll et Judy Kuhn, respectivement dans les catégories « Acteur principal d'une comédie musicale » et « Actrice principale d'une comédie musicale ». Aucune nomination n'aboutit, mais Philip Casnoff reçut un Theatre World Award en 1988 pour le « Meilleur premier spectacle ». L'album du spectacle fut également nommé pour un Grammy Award dans la catégorie « Meilleur album de comédie musicale ou de spectacle ».
En 2001, dans une interview du San Francisco Chronicle, Tim Rice admit qu'après « l'échec de Chess, son spectacle préféré, [il] avait perdu ses illusions sur le théâtre. » « Ça peut paraître arrogant, mais Chess est aussi bon que tout ce que j'ai fait. Et peut-être qu'il est trop complexe pour que le spectateur moyen puisse le suivre. » (San Francisco Chronicle, 22 juillet 2001).

### Le tour du monde: 1990 - 2002
Chess était alors un succès mitigé venu d'un album culte - en d'autres termes, un terrain fertile pour ceux qui tenteraient d'en faire quelque chose, même si le contexte historique et la chute de l'Union Soviétique compromettaient sérieusement la pertinence de l'histoire. La première grande tentative de ressusciter le spectacle fut la tournée américaine, qui se déroula de janvier à juillet 1990. Cette tournée, avec en vedettes Carolee Carmello (en), John Herrera (en) et Stephen Bogardus, fut mise en scène par Des McAnuff, qui fut recruté à la dernière minute quand Trevor Nunn refusa d'en faire partie. Robert Coe (en), le scénariste qui travaillait avec Des McAnuff à la réécriture du spectacle, restaura presque toutes les chansons originales de Londres et retira les nouvelles chansons destinées à la version de Broadway, mais n'eut que quatre semaines pour réaliser ce qui était en fait une réécriture à partir du début. (Une seule page du scénario de Richard Nelson fut retenue.) La tournée dura sept mois et ne fut pas un énorme succès, mais fit plusieurs représentations à guichets fermés et reçut plusieurs critiques positives. (À l'ouverture de la tournée à Miami, Tim Rice serra la main de Robert Coe en lui disant « Merci d'avoir sauvé mon spectacle » - sous-entendu, des modifications infructueuses de Richard Nelson pour la version de Broadway.) Une autre tournée au Royaume-Uni avec Rebecca Storm (en) fut un succès total.
En 1990, il y eut également une production au Marriott Theatre de Lincolnshire dans l'Illinois, près de Chicago. Mis en scène par David H. Bell et avec Susie McMonagle, David Studwell et Kim Strauss (en), il constituait une bien meilleure réécriture du scénario de Richard Nelson, en particulier car il rendait à Florence son père dans ce qu'on appela une « fin de compromis ». Cette version fut également un succès à Sacramento et à Atlanta. Tim Rice eut également son mot à dire dans une production à Sydney en 1990, où Jim Sharman mit en scène une version réécrite entièrement par Tim Rice. Avec dans les rôles principaux Jodie Gillies, David McLeod (en) et Robbie Krupski, le spectacle rencontra l'approbation du public et de la critique. Une autre production en Australie eut lieu au Princess Theatre de Melbourne en 1997, avec Barbara Dickson dans le rôle principal de Florence (pas celui de Svetlana qu'elle tenait dans l'album). Parmi les autres acteurs, il y avait notamment Derek Metzger et Daryl Braithwaite.
Chess, même en 1990, essayait de rester moderne ; la fin de la Guerre froide fut prise en compte dans toutes les versions du spectacle. Après la chute de l'URSS, les tentatives de modernisation prirent fin, et l'histoire repartit à zéro ; une version réécrite par Tim Rice en 1990 qui fit une petite tournée « Off-Broadway » (c'est-à-dire dans d'autres théâtres de New York plus petits) replaçait l'intrigue en 1972, et même s'il ressemblait aux versions de la tournée américaine et de Sydney, il finit dans les poubelles de l'histoire. La « Chess-mania » qui avait enveloppé le monde se réduisit à quelques représentations occasionnelles des versions de Broadway et de Londres pendant la décennie qui suivit.
En 1995, une production de Chess au Hudson Theater de Hollywood avec Marcia Mitzman (en) (qui jouait Svetlana dans la première version de Broadway) dans le rôle de Florence et Sean Smith dans celui d'Anatoly reçut de brillantes critiques. Pour leurs performances, Marcia Mitzman et Sean Smith reçurent chacun un Ovation Award (en) et un Los Angeles Drama Critics Circle Award

### Stockholm 2002
À la fin de l'année 2001, des rumeurs commencèrent à courir sur une nouvelle production à Stockholm. Écrit entièrement en suédois, avec des paroles et un scénario de Björn Ulvaeus, Lars Rudolffson et Jan Mark (en), il cherchait à ramener l'histoire à sa base en la libérant de l'histoire plus tortueuse qu'elle était devenue. Avec deux nouvelles chansons (« Han är en man, han är ett barn » et « Glöm mig om du kan ») et en s'appuyant essentiellement sur l'album concept original, le spectacle de Stockholm a remporté un grand succès. Il a été filmé pour la télévision suédoise et a été enregistré dans un DVD en suédois. Le CD de la version suédoise de Chess, Chess På Svenska, s'est classé no 2 des ventes d'albums en Suède.
Le spectacle de Stockholm fut nommé huit fois aux récompenses nationales de théâtre suédois, les Guldmasken (en), et en obtint six, dont celui de « Meilleure actrice principale d'une comédie musicale » (Helen Sjöholm (en)), « Meilleur acteur principal d'une comédie musicale » (Tommy Körberg) et « Meilleure mise en scène » (Robin Wagner).
Des rumeurs suivirent sur une nouvelle production, et Tim Rice a exprimé à plusieurs reprises son désir de ramener une version traduite à Londres ou à Broadway, mais aucune annonce commerciale n'a été faite dans ce sens. Le 2 juin 2006, un spectacle basé sur la version de Londres débutera en Estonie : Vanemuine, la deuxième plus grande troupe musicale du pays, jouera une version traduite en estonien (par Mart Sander (en)), mise en scène par le Suédois Georg Malvius.